# 1938年のスポーツ

## できごと
- 5月5日 - 全日本学生送球（ハンドボール）連盟結成
- 7月15日 - 東京オリンピック組織委員会、第12回夏季オリンピック開催返上を決定

## 総合競技大会
- 第3回大英帝国競技大会（オーストラリア・シドニー - 2月5日～12日）
- 第5回国際女子競技大会（オーストリア・ウィーン）
- 第9回明治神宮体育大会（冬季氷上競技 - 1月26日、27日、29日、30日、冬季スキー - 2月17日～20日）

## アイスホッケー
- スタンレーカップ決勝（1937-1938シーズン）
シカゴ・ブラックホークス （3勝1敗） トロント・メープルリーフス

## アメリカンフットボール
- NFLチャンピオンシップゲーム（12月11日）
ニューヨーク・ジャイアンツ（東） 23-17 グリーンベイ・パッカーズ（西）

## 大相撲
幕内最高優勝
- 春（1月13日初日、両国国技館):西横綱 双葉山定次（13戦全勝）
- 夏（5月11日初日、両国国技館):東横綱 双葉山定次（13戦全勝）

双葉山の連勝は66までのび、大相撲史上最高となった。
十両優勝
- 春:龍王山光（11勝2敗）
- 夏:藤ノ里栄蔵（10勝3敗）

できごと
- 12月4日、横綱玉錦が巡業先で盲腸炎が悪化し、入院先の大阪で死去した。

## ゴルフ

### 世界4大大会（男子）
- マスターズ優勝者：ヘンリー・ピカード（アメリカ）
- 全米オープン優勝者：ラルフ・ガルダール（アメリカ）
- 全英オープン優勝者：レッグ・ホイットコーム（イギリス）
- 全米プロゴルフ優勝者：ポール・ラニアン（アメリカ）

## サッカー
- 第3回FIFAワールドカップ決勝（フランス・6月19日）
イタリア 4-2 ハンガリー

## 自転車競技

### ロードレース
- 第26回ジロ・デ・イタリア
総合優勝：ジョバンニ・パレッティ（イタリア）
- 第32回ツール・ド・フランス
総合優勝：ジーノ・バルタリ（イタリア）

## テニス

### グランドスラム
- 全豪選手権　男子単優勝：ドン・バッジ（アメリカ）、女子単優勝：ドロシー・バンディ（アメリカ）
- 全仏選手権　男子単優勝：ドン・バッジ（アメリカ）、女子単優勝：シモーヌ・マチュー（フランス）
- ウィンブルドン　男子単優勝：ドン・バッジ（アメリカ）、女子単優勝：ヘレン・ウィルス・ムーディ（アメリカ）
- 全米選手権　男子単優勝：ドン・バッジ（アメリカ）、女子単優勝：アリス・マーブル（アメリカ）

ドン・バッジがテニス史上初の「年間グランドスラム」を達成。ウィンブルドン優勝者ヘレン・ウィルス・ムーディは同選手権「8勝」の記念碑を樹立し、4大大会総計「19勝」（現在は女子歴代3位）の記録を残して現役を引退する。

## 野球

### 日本

#### プロ野球
- この年で2シーズン制が終了し、翌年から1シーズン制となる。
- 秋季リーグで東京巨人軍の中島治康が史上初の三冠王を達成するが、当時はほとんど話題にならなかった。
- 春季優勝:大阪タイガース　29勝6敗
  - 個人タイトル
    - 最優秀選手　　苅田久徳（東京セネタース）
    - 首位打者　　　中島治康（東京巨人軍）　．345　　
    - 本塁打王　　　ハリス（イーグルス）　6本
    - 打点王　　　　景浦將（大阪タイガース）　31点
    - 最多安打　　　中島治康（東京巨人軍）　50本
    - 盗塁王　　　　江口行男（名古屋金鯱軍）　14個
    - 最優秀防御率　西村幸生（大阪タイガース）　1.52
    - 最多勝利　　　スタルヒン（東京巨人軍）　14勝
    - 最多奪三振　　亀田忠（イーグルス）　137個
    - 最高勝率　　　御園生崇男（大阪タイガース）．909
- 秋季優勝:東京巨人軍　30勝9敗
  - 個人タイトル
    - 最優秀選手　　　中島治康（東京巨人軍）
    - 首位打者　　　中島治康（東京巨人軍）
    - 本塁打王　　　中島治康（東京巨人軍）　10本
    - 打点王　　　　中島治康（東京巨人軍）　38点
    - 最多安打　　　中島治康（東京巨人軍）　56本
    - 盗塁王　　　　佐々木常助（名古屋金鯱軍）　20個
    - 最優秀防御率　スタルヒン（東京巨人軍）　1.05
    - 最多勝利　　　スタルヒン（東京巨人軍）　19勝
    - 最多奪三振　　スタルヒン（東京巨人軍）　146個
    - 最高勝率　　　スタルヒン（東京巨人軍）　．905

#### 東京大学野球
- 春 - 早明の優勝決定戦により、明大が優勝。
- 秋 - 明大が7勝2敗1分で前年春から4連覇を達成。

#### 中等野球
- 第15回全国選抜中等学校野球大会決勝（阪神甲子園球場・4月4日）
中京商業（愛知県）1-0 東邦商業（愛知県）
- 第24回全国中等学校優勝野球大会決勝（阪神甲子園球場・8月22日）
平安中学（京都府） 2-1 岐阜商業（岐阜県）

### アメリカ大リーグ
- ワールドシリーズ
ニューヨーク・ヤンキース（ア・リーグ） （4戦全勝） シカゴ・カブス（ナ・リーグ）

## 誕生
- 1月17日 - トイニ・グスタフソン（スウェーデン、ノルディックスキー）
- 1月23日 - ジャイアント馬場（新潟県、プロレス、+1999年）
- 2月4日 - 猪熊功（神奈川県、柔道、+2001年）
- 2月18日 - 佐田の山晋松（長崎県、相撲、+2017年）
- 2月25日 - ハーブ・エリオット（オーストラリア、陸上競技）
- 3月3日 - 米田哲也（鳥取県、野球）
- 4月1日 - 近藤昭仁（香川県、野球、+2019年）
- 4月20日 - ベティ・カスバート（オーストラリア、陸上競技、+2017年）
- 5月28日 - ジェリー・ウェスト（アメリカ、バスケットボール）
- 7月4日 - 宮本征勝（茨城県、サッカー、+2002年）
- 7月15日 - 平光清（東京都、野球、+2011年）
- 7月22日 - 山本一義（広島県、野球、+2016年）
- 8月2日 - 須田開代子（東京都、ボウリング、+1995年）
- 8月9日 - ロッド・レーバー（オーストラリア、テニス）
- 8月14日 - 小倉純二（東京都、サッカー）
- 8月16日 - アンドラス・バルツォ（ハンガリー、近代五種競技）
- 9月8日 - 堀江謙一（大阪府、冒険家）
- 9月15日 - ラファエル・オスナ（メキシコ、テニス、+1969年）
- 9月30日 - 依田郁子（長野県、陸上競技、+1983年）
- 10月7日 - アン・ヘイドン＝ジョーンズ（イギリス、テニス）
- 10月8日 - フレッド・ストール（オーストラリア、テニス）
- 10月20日 - 武邦彦（京都府、競馬、+2016年）
- 11月15日 - 並木輝男（東京都、野球、+1988年）
- 11月15日 - 山下治広（愛媛県、体操）
- 11月18日 - カール・シュランツ（オーストリア、アルペンスキー）
- 11月24日 - オスカー・ロバートソン（アメリカ、バスケットボール）
- 11月29日 - 柏戸剛（山形県、相撲、+1996年）
- 12月2日 - 権藤博（佐賀県、野球）
- 12月12日 - 黒江透修（鹿児島県、野球）
- 12月17日 - ピーター・スネル（ニュージーランド、陸上競技）

## 死去
- 1月22日 - 大ノ里萬助（青森県、相撲、*1892年）
- 4月14日 - ギリス・グラフストローム（スウェーデン、フィギュアスケート、*1893年）
- 5月4日 - 嘉納治五郎（兵庫県、柔道、*1860年）
- 6月4日 - ジョン・フラナガン（アメリカ、陸上競技、*1873年）
- 7月4日 - スザンヌ・ランラン（フランス、テニス、*1899年）
- 7月26日 - マルコム・チャンピオン（ニュージーランド、水泳、*1883年）
- 10月17日 - 辰野保（東京府、陸上競技、*1891年）
- 12月4日 - 玉錦三右衛門（高知県、相撲、*1903年）